# Muraltia alba
Muraltia alba är en jungfrulinsväxtart som beskrevs av Margaret Rutherford Bryan Levyns. Muraltia alba ingår i släktet Muraltia och familjen jungfrulinsväxter. Inga underarter finns listade i Catalogue of Life.